# Krbavica
Krbavica is een plaats in de gemeente Plitvička Jezera in de Kroatische provincie Lika-Senj. De plaats telt 62 inwoners (2001).